# Кратес Малоський
Кратес Малоський (дав.-гр. Κρατης Μαλλωτης — Кратет з Малла, Кратес з Малла, Кратет Маллотський, Кратет Пергамський; II століття до н. е., ? — близько 145 р. до н. е.) — давньогрецький філософ — стоїк та граматик, глава пергамської граматичної школи, творець моделі глобуса.

## Життя і діяльність
Уродженець Малла (Маллоса, міста в Кілікії, звідси прізвисько «Малльський»). Син Тімократа. Здобув освіту в Тарсі. Потім Кратет жив при дворі царя Аттала II в Пергамі (звідси прізвисько «Пергамський»). Тут він заснував власну граматичну школу.
Близько 167 року до н. е. Кратет був відправлений Пергамським царем Атталом до Риму як посла. Внаслідок хвороби (перелому ноги) він був змушений залишитися в Римі на досить тривалий час. Там він читав лекції і вів бесіди, які дали перший поштовх граматичним дослідженням (теорії мови і літературознавства) у древніх римлян.

## Твори
Від численних творів Кратета залишилися тільки назви і мізерні фрагменти. Головним з творів були великі критичні і екзегетичні коментарі до Гомера («Виправлення Іліади й Одіссеї» — дав.-гр. διορθωσις Ιλιαδος και Οδυσσειας). Йому також належали коментарі до Гесіода, Еврипіда і Аристофана; «Картини» (дав.-гр. πινακες) та інші твори.

## Філологія
Кратет був одним з видатних давньогрецьких граматиків II століття до н. е. Очолювана ним пергамська граматична школа протистояла олександрійській школі граматиків, яку очолював Аристарх Самофракійський. Ця теоретична розбіжність мала місце як у сфері теоретичної граматики, так і в сфері інтерпретації Гомера. Кратет був головним представником алегоричної теорії екзегези, і наполягав на тому, що Гомер висловлював наукові чи філософські істини в поетичній формі.

## Космографія

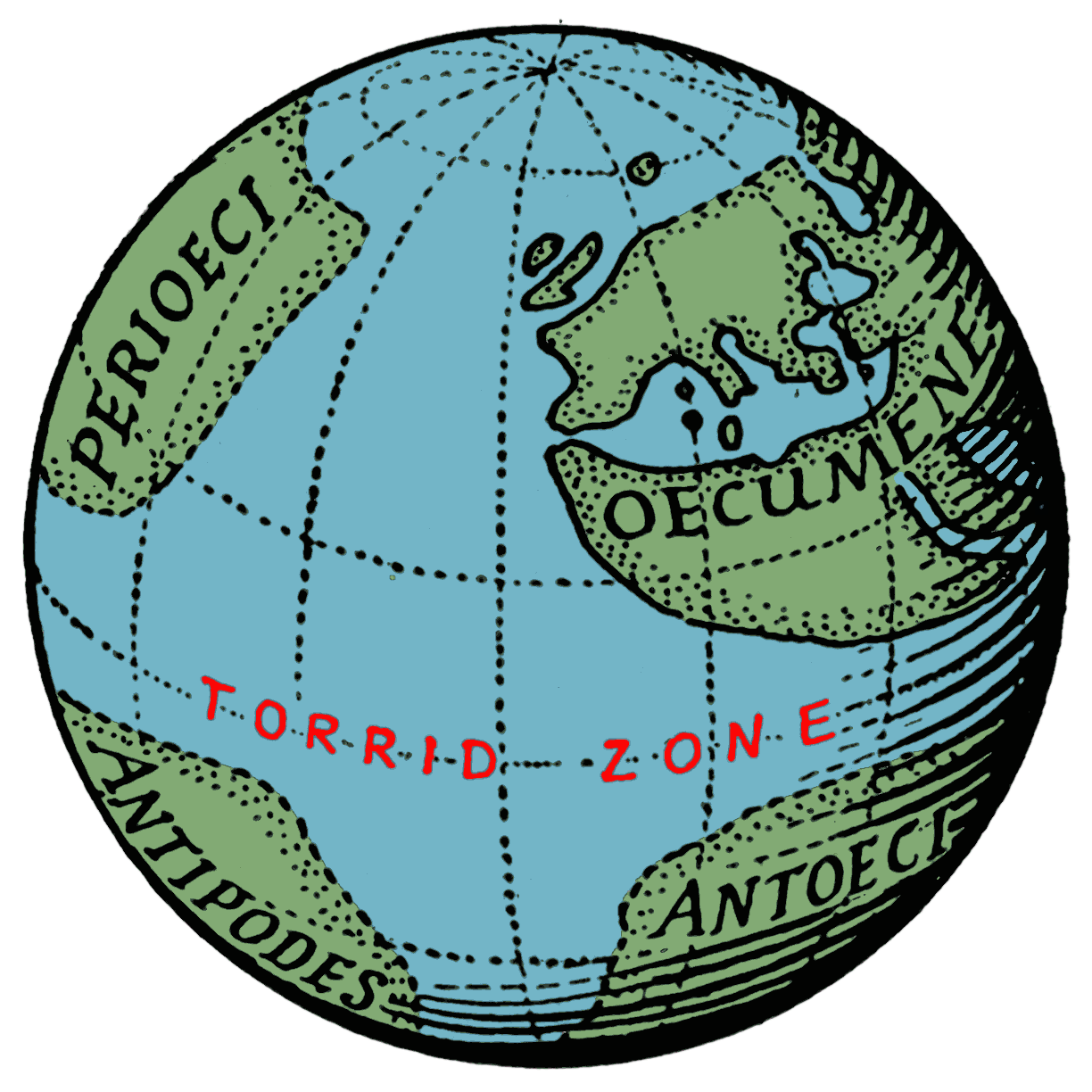
Глобус Кратеса з Малла.

Кратет займався також дослідженням будови земної кулі. За римським джерелом близько 150 р. до н. е. він побудував перший глобус. Висунута ним ідея поділеного на чотири частини глобуса визначила античні та західноєвропейські уявлення про світ аж до кінця середньовіччя.
Земля ділиться на 5 кліматичних зон. В обох полярних областях занадто холодно, а в екваторіальній зоні занадто гаряче для людей. Лише 2 помірних зони придатні для життя.
Суша ділиться на 4 континенти. Цей поділ створюють перетнуті під прямим кутом світові океани, з яких один тягнеться вздовж екватора, а інший з'єднує полюси через меридіани.
Відомі частини світу (Азію, Африку та Європу) Кратет назвав спільним ім'ям «Ойкумена». Континент, можливо, розташований за Атлантичним океаном, отримав ім'я «Періойкумена», а недосяжні через спеку екваторіального пояса частини світу «Антойкумена» та «Континент антихтонів». Кратет також визнавав, що пори року в південній півкулі повинні бути протилежні порам року північної півкулі.